# Santo Anastácio
Santo Anastácio este un oraș în São Paulo (SP), Brazilia.